# Kenneth K. Lee
Kenneth Kiyul Lee (* 30. August 1975 in Seoul, Südkorea) ist ein US-amerikanischer Bundesrichter am United States Court of Appeals (Bundesberufungsgericht) für den neunten Gerichtskreis, der die Bundesstaaten Alaska, Arizona, Hawaii, Idaho, Kalifornien, Montana, Nevada, Oregon und Washington umfasst.

## Werdegang
Lee wuchs in Koreatown, Los Angeles auf, da seine Eltern Südkorea nach dem Militärputsch, der Chun Doo-hwan an die Macht brachte, verlassen hatten. 1997 erhielt er einen B.A.-Abschluss der Cornell University, 2000 einen J.D. der Harvard Law School.
Nach seinem Abschluss an der juristischen Fakultät war Lee von 2000 bis 2001 als Gerichtspraktikant für Richter Emilio M. Garza am United States Court of Appeals for the Fifth Circuit tätig. Anschließend arbeitete Lee von 2001 bis 2006 als Associate bei der New Yorker Anwaltskanzlei Wachtell, Lipton, Rosen & Katz. Im Jahr 2005 war er als Sonderberater im Justizausschuss des US-Senats tätig. Von 2006 bis 2009 war Lee Associate Counsel und Special Assistant von Präsident George W. Bush. Nachdem Bush 2009 sein Amt niedergelegt hatte, trat Lee als Partner in das Büro der Anwaltskanzlei Jenner & Block in Los Angeles ein. Von 2010 bis 2011 war er Lehrbeauftragter an der School of Law der Pepperdine University. Im Jahr 2018 wurde Lee vom Los Angeles Business Journal zu einem der „einflussreichsten Anwälte für Minderheiten“ ernannt.
Am 10. Oktober 2018 gab Präsident Donald Trump seine Absicht bekannt, Lee als Richter am United States Court of Appeals for the Ninth Circuit zu ernennen, wo er auf den verstorbenen Stephen Reinhardt folgen sollte. Die beiden kalifornischen Senatorinnen Dianne Feinstein und Kamala Harris lehnten seine Nominierung ab. Am 13. November 2018 wurde seine Nominierung an den Senat weitergeleitet. Am 15. Mai 2019 bestätigte der Senat seine Nominierung mit 52-45 Stimmen.
Lee ist Mitglied der konservativen Juristenvereinigung Federalist Society.

### Entscheidungen
Im August 2020 entschied Lee gemeinsam mit zwei weiteren Richtern, dass Kaliforniens Verbot von Waffenmagazinen mit großer Kapazität gegen den 2. Zusatzartikel zur Verfassung der Vereinigten Staaten verstößt und daher verfassungswidrig ist.